# Biblioteca de Andalucía
La Biblioteca de Andalucía es la biblioteca central del Sistema Andaluz de Bibliotecas y Centros de Documentación, en funcionamiento desde 1988 e inaugurada en 1990 en la ciudad de Granada (Andalucía, España). Desde 1994 comparte sede con la Biblioteca Pública Provincial de Granada. Es sede también del Ateneo de Granada.

## Historia
La Biblioteca de Andalucía nació tras la aprobación de la Ley 8/1983 de Bibliotecas de Andalucía, cuyo artículo 8º la define como «el órgano bibliotecario central de la Comunidad Autónoma». En 1987 se publicó el Decreto que desarrollaba sus funciones, y comenzó su funcionamiento en 1988, con sede provisional en el antiguo Colegio de Niñas Nobles de Granada, donde fue inaugurada el 2 de abril de 1990. En mayo de 1994 se inauguró la nueva sede, también en Granada, que comparte con la Biblioteca Pública del Estado en Granada por un Convenio entre el Ministerio de Cultura y la Comunidad Autónoma de Andalucía. 
El edificio, que comparte con la Biblioteca Pública del Estado - Biblioteca Provincial de Granada, se organiza en tres alturas, y la Biblioteca de Andalucía ocupa partes destacadas de la planta baja y de la primera planta, para el acceso público y su área de gestión y administración respectivamente.

## Estructura
La Biblioteca de Andalucía se estructura en siete áreas básicas, dependientes de la Dirección: 
- Una Biblioteca Virtual, que ofrece acceso digital a través de la Web.
- El Área de Referencia, Información y Documentación, que se encarga del mantenimiento y de la información bibliográfica acerca de las colecciones de la Biblioteca, así como del préstamo en sala y a domicilio.
- Un Área de Patrimonio Bibliográfico, que se ocupa de la recogida, conservación, y difusión del patrimonio bibliográfico andaluz, además del Depósito Legal y de la producción editorial andaluza.
- El Área de Hemeroteca, que se encarga del control, proceso técnico y difusión de las publicaciones periódicas y la prensa andaluza, así como de nuevas publicaciones hemerográficas.
- Un Área de Servicios para la Lectura Pública, que se ocupa del diseño y mantenimiento de los servicios centralizados de préstamo y de información local, además de la cooperación con las bibliotecas de la Red de Bibliotecas Públicas de Andalucía.
- El Área de Difusión se encarga de la organización y promoción de sus actividades culturales y de sus publicaciones.
- El Área de Servicios Administrativos, que se dedica al registro de documentos y correspondencia, así como a las tareas de administración y gestión económica de la Biblioteca""

## Colecciones
El «Fondo andaluz» es la colección más importante de la Biblioteca de Andalucía y constituye más del 50% de la totalidad de sus fondos. Procedente del Depósito Patrimonial Bibliográfico Andaluz, está formada por el conjunto de obras editadas o producidas en Andalucía e incorporadas a la Biblioteca por medio del Depósito Legal, y de aquellas con temática andaluza o de autores y autoras andaluces, editadas fuera Andalucía o anteriores al Depósito Legal que han sido adquiridas o donadas. 
También dispone de una colección de préstamo al público en la que destaca una amplia muestra de autores andaluces y de una colección de prensa digitalizada, formada por periódicos de todas las provincias andaluzas, entre los que destacan el ABC de Sevilla (desde 1929) y el Ideal de Granada (desde 1932). Además, desde el año 2000 reúne las publicaciones oficiales de la Junta de Andalucía.
La Biblioteca adquirió dos colecciones privadas, la del poeta granadino Luis Rosales, que consta de unos 17.000 volúmenes y la del también poeta y crítico literario algecireño José Luis Cano, de unos 10.000 volúmenes. También cuenta con una serie de fondos especiales, como el  «Fondo cartográfico», colección de cartografía histórica desde el siglo XVI hasta 1930, disponible también en CD-ROM; el «Fondo antiguo», formado por impresos anteriores a 1901, siendo el más antiguo unas Obras completas de Séneca, incunable de 1478. Casi la totalidad del fondo antiguo se ha microfilmado o digitalizado para garantizar su conservación. Dispone además de una colección integrada por una pequeña muestra de manuscritos, y ha adquirido, en reproducción facsímil, algunas obras de interés como el Códex Granatensis, que completan la colección de originales.

## Catálogos
- Catálogo de la Biblioteca de Andalucía

Desde aquí puede acceder a la consulta de los fondos de la Biblioteca de Andalucía, así como ver sus préstamos, renovarlos, hacer sugerencias de compras, etc.
- Catálogo de la Red de Bibliotecas Públicas de Andalucía

El Catálogo de la Red de Bibliotecas Públicas de Andalucía reúne las referencias de los fondos de las bibliotecas que integran la red, entre ellas a la Biblioteca de Andalucía, las ocho bibliotecas del estado-bibliotecas provinciales, bibliotecas supramunicipales, bibliotecas municipales, bibliotecas de barrio y bibliobuses.
- Catálogo Colectivo de la Red de Centros de Documentación y Bibliotecas Especializadas de Andalucía (IDEA)

El Catálogo Colectivo de la Red de Centros de Documentación y Bibliotecas Especializadas de Andalucía (IDEA) reúne los registros bibliográficos de los centros de documentación y bibliotecas especializadas dependientes de la administración de la Junta de Andalucía, y de otras instituciones públicas y privadas integradas en la Red.
- Catálogo Colectivo del Sistema Andaluz de Bibliotecas y Centros de Documentación (CASBA)

El Catálogo Colectivo del Sistema Andaluz de Bibliotecas y Centros de Documentación permite la consulta de los fondos de las bibliotecas de la Red de Bibliotecas Públicas de Andalucía, las bibliotecas especializadas y centros de documentación de la Red IDEA, y las bibliotecas universitarias andaluzas que forman parte del Consorcio de Bibliotecas Universitarias de Andalucía.
- Catálogo Colectivo del Patrimonio Bibliográfico Andaluz

Selección de registros bibliográficos contenidos en el Catálogo Colectivo del Patrimonio Bibliográfico Español, correspondiente a las obras impresas entre los siglos XV y XX (hasta 1958), así como los ejemplares concretos de dichas ediciones existentes en las bibliotecas andaluzas.
- eBiblio Andalucía (Catálogo de libros electrónicos)

eBiblio Andalucía es un servicio de la Red de Bibliotecas Públicas de Andalucía que hace posible la lectura, mediante préstamo, de libros electrónicos y audiolibros de forma gratuita a través de internet.

## Cooperación
La Biblioteca de Andalucía ha participado en diversos proyectos de cooperación cultural, como la formación de personal bibliotecario del norte de Marruecos o la digitalización de la tradición oral. Coordinó un taller de la UNESCO sobre formación de formadores en Alfabetización Informacional, en colaboración con el Ministerio de Cultura, la Universidad de Granada y la Fundación Tres Culturas del Mediterráneo. Participa en redes internacionales como la Federación Internacional de Asociaciones de Bibliotecarios e Instituciones (IFLA).

## Bibliotecas sucursales y fondos
| Provincia | Bibliotecas públicas en Catálogo en 2015 | Bibliotecas públicas municipales en 2013 | Libros en bibliotecas públicas municipales en 2012 | Libros en cada biblioteca pública provincial en 2013 | Publicaciones periódicas en bibliotecas públicas municipale en 2012 |
| --------- | ---------------------------------------- | ---------------------------------------- | -------------------------------------------------- | ---------------------------------------------------- | ------------------------------------------------------------------- |
| Almería   | 66                                       | 95                                       | 831.635                                            | 129.999                                              | 361                                                                 |
| Cádiz     | 68                                       | 75                                       | 1.126.208                                          | 103.203                                              | 1.458                                                               |
| Córdoba   | 76                                       | 94                                       | 986.751                                            | 155.337                                              | 1.400                                                               |
| Granada   | 122                                      | 110                                      | 982.681                                            | 149.902                                              | 533                                                                 |
| Huelva    | 65                                       | 81                                       | 508.793                                            | 106.051                                              | 423                                                                 |
| Jaén      | 65                                       | 103                                      | 784.698                                            | 146.344                                              | 526                                                                 |
| Málaga    | 124                                      | 154                                      | 1.352.141                                          | 133.327                                              | 1.269                                                               |
| Sevilla   | 117                                      | 129                                      | 1.273.602                                          | 156.090                                              | 1.369                                                               |
| Total     | 703                                      | 841                                      | 7.846.509                                          | 1.080.253                                            | 7.339                                                               |